# Els Productes de la terra
El llibre Els Productes de la terra és una recopilació exhaustiva dels productes agroalimentaris típics i tradicionals de la cultura rural catalana, que en la majoria dels casos, només es coneixen localment. Ha sigut realitzat per l'equip d'investigació Grup d'Estudis Alimentaris dirigit per Jesús Contreras, Elena Espeitx i Juanjo Càceres i editat per la Generalitat de Catalunya, Departament d'Agricultura, Ramaderia i Pesca el 2003. Té com a objectiu principal protegir i preservar el patrimoni etnoalimentari de Catalunya.
Descriu 240 productes amb personalitat i denominació pròpies agrupats en set espais geogràfics que tenen una història i una cultura comunes respecte a la tradició culinària, així com productes típics del tot el territori i les denominacions d'origen de vins i caves. Els productes descrits es poden classificar entre productes agraris i ramaders, conreats o criats pel consum, i els elaborats que s'obtenen de la manipulació i transformació d'altres productes.
La tria dels productes agraris s'ha realitzat perquè s'han conreat al llarg del temps al territori i adquireixen unes qualitats més o menys específiques degut a les particularitats mediambientals o les tècniques emprades. Als productes ramaders s'hi afegeix tenir associada una raça originària o bé adaptada al territori. Pels elaborats l'especificitat ha de ser fruit a les tècniques emprades i/o combinacions d'ingredients.
És el primer inventari d'aquestes característiques que es publica a Catalunya, i que recull i difon amb exhaustivitat els productes d'elaboració autòctona. Aquest llibre respon a la necessitat de posar de manifest la seva quantitat i diversitat i de contribuir a augmentar el valor que s'atorga a aquestes produccions.